# K200装甲兵員輸送車
K200装甲兵員輸送車（K200そうこうへいいんゆそうしゃ）は、韓国の装甲兵員輸送車。K200KIFV（Korea Infantry Fighting Vehicle、韓国歩兵戦闘車）とも呼ばれる。大宇重工業（現：斗山重工業）によって生産され、韓国陸軍の主力であったM113に代えて配備するために設計された。
合計で2,383両のK200系統が1985年-2006年にかけて生産され、111両のK200A1がマレーシアに輸出された。2009年以降、新型歩兵戦闘車のK21で補われている。

## 歴史
K200の計画は、1981年に韓国陸軍が将来の戦闘要件に見合う要求を出したことで開始された。国防科学研究所が開発を担当し、大宇重工業が生産元請業者となった。K200は水陸両用の兵員輸送車両として設計され、狭い川の渡河が可能であり、M113を元に開発されたAIFVのシャーシを基礎としている。
AIFVよりももっと手ごろな価格になるように開発されたが、必ずしも費用対効果の最大点を得るために機能を犠牲にしてはいない。K200の国内開発・生産において、最終的に132万-141万ドルの価格帯が達成された。これは、AIFVをライセンス生産または直接輸入した際に伴ったであろう152万-283万ドルの予想価格と比べ、安価であるとされる。
斗山は、ライセンス生産契約下でMAN製のD2848T エンジンをK200に組み込んでいたが、国内設備を利用して技術を吸収しており、リバースエンジニアリングを行ったことは次期IFVであるK21歩兵戦闘車の開発の手段から証明されている。S&Tダイナミクスは、アリソン・トランスミッションのX200-5K ギアボックスをライセンス下請けしている。
1985年に生産に入り、継続生産は2006年に終了した。

## 特徴
K200は、機械化歩兵小隊を敵の小火器から防護しつつ輸送することを主目的として開発された。車体は、全溶接のアルミ装甲で、加えてスペースド・ラミネート鋼装甲の層が溶接されている。この複合装甲は軽量でありながら、より高レベルの防御力を与える。これらの装甲は、側面からの12.7mm口径、後方からの7.62mm口径火器に対して防御が可能であり、対人地雷の防御も可能である。
エンジン区画は車両の前方右に存在し、隔壁によって車両の他の部分とは分割されている。エンジン区画は消火装置を装備しており、操縦士の手動操作や車外からの操作が可能である。
水陸両方での行動を可能にするため、空気吸入口と空気排出口ルーバー、排気口が車両上部に取り付けられている。
電子光学、赤外線照準への対応策として6基の電動スモークグレネードランチャーを車体の前方に搭載している。砲塔を備えている派生型では、スモークグレネードランチャーは砲塔の左右側面に3基ずつ取り付けられている。
装備された12.7mm重機関銃および7.62mm機関銃によって、歩兵の火力支援が可能である。20mm バルカン砲や82mm、107mm迫撃砲を装備することによって、より強い対人、対物火力を受け持つことも可能である。また、9K115-2 メチス-M対戦車ミサイルの装備で対戦車能力を追加することも可能である。
高いモジュール性を持ち、さまざまな装備を装着した派生型は、対空防衛や車両回収など多様な戦闘支援を行うことができる。操縦士と砲手を含めて歩兵1個分隊に当たる12名が輸送可能である。

## 派生型
K200
初期型。
K200A1
K200を基にして、よりエンジン・トランスミッションを強化した向上型。NBC防護と自動消火システムが搭載されている。

K216
NBC偵察車両。NBC要因の追跡システムを搭載している。
K221
煙幕生成車両。可視光から90分、赤外線から30分守るための2形式が作られた。
K242
火力支援用の107mm迫撃砲搭載型。
K242A1
火力支援用の107mm迫撃砲搭載型。

K255
計画された155mm自走榴弾砲用の弾薬運搬車。
K263天弓
KM167A1 20mm機関砲を搭載する自走式対空砲型。
K263A1天弓
KM167A1 20mm機関砲を搭載する自走式対空砲型。
K263A3天弓
K263A1の改良型。FCS、電子防護、安全性などが改善されており、A1全両が改修された。

K277
指揮所車両。さまざまな装置が搭載される。
K281
火力支援用の81mm迫撃砲搭載型。
K281A1
火力支援用の81mm迫撃砲搭載型。

K288
回収車両。損傷した軍用車両の救出と修理を行う。
K288A1
回収車両。損傷した軍用車両の救出と修理を行う。

## 運用国
- 大韓民国
- マレーシア（Malaysian Infantry Fighting Vehicle、マレーシア歩兵戦闘車、MIFVとしても知られる）

## 登場作品

### 漫画
『第2次朝鮮戦争 ユギオII』
小林源文の漫画。北朝鮮が韓国へと再侵攻する中、韓国軍の装甲車として登場する。自走式対空砲型のK263天弓も登場している。